# Líšnice, Šumperk
Líšnice là một làng thuộc huyện Šumperk, vùng Olomoucký, Cộng hòa Séc.